# Brooklyn Bridge (película de 1981)
Brooklyn Bridge es una película de 1981 sobre la historia del Brooklyn Bridge. Fue producida por Ken Burns en 1981. La película incluye entrevistas como al escritor Arthur Miller. La película estuvo nominada al Premio Óscar por mejor documental largo. Estuvo narrado por David McCullough.